# Цветок жизни (геометрия)

Цветок жизни

Цветок жизни — геометрическая фигура, образованная пересечением равномерно размещённых окружностей с одинаковым радиусом. Окружности расположены так, что образуют симметричный шестилучевой узор, элемент которого похож на цветок с шестью лепестками.
Принцип построения заключается в том, что в центре окружности пересекаются шесть других, симметрично вокруг неё расположенных.
С цветком жизни связаны ряд духовных (религиозных) и мифологических представлений. Некоторые считают, что данный рисунок несёт в себе важную культурную или религиозную информацию, даёт понятие о форме пространства и времени. Поэтому цветок жизни относят к сакральной геометрии и иногда считают одним из важнейших символов в ней.
Хотя рисунок был известен с древних времён, само название «цветок жизни» является современным. Кроме того, этот узор иногда называют «семенем жизни». Также он известен как просто «цветок с шестью лепестками».

Покрытие плоскости «лепестками» узора

Присоединяя «треугольнички из лепестков» во все стороны, этим узором можно покрыть всю плоскость. При этом, используя элементарные рассуждения из школьной геометрии, можно получить, что «лепестки» займут {\displaystyle {\frac {2\pi }{\sqrt {3}}}-3\approx 63\%} всей площади.

## Изображения

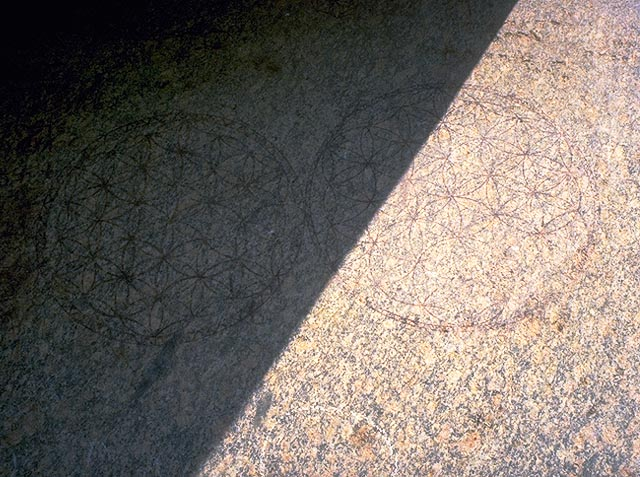
На стене мегалитической постройки в Абидосе, Египет
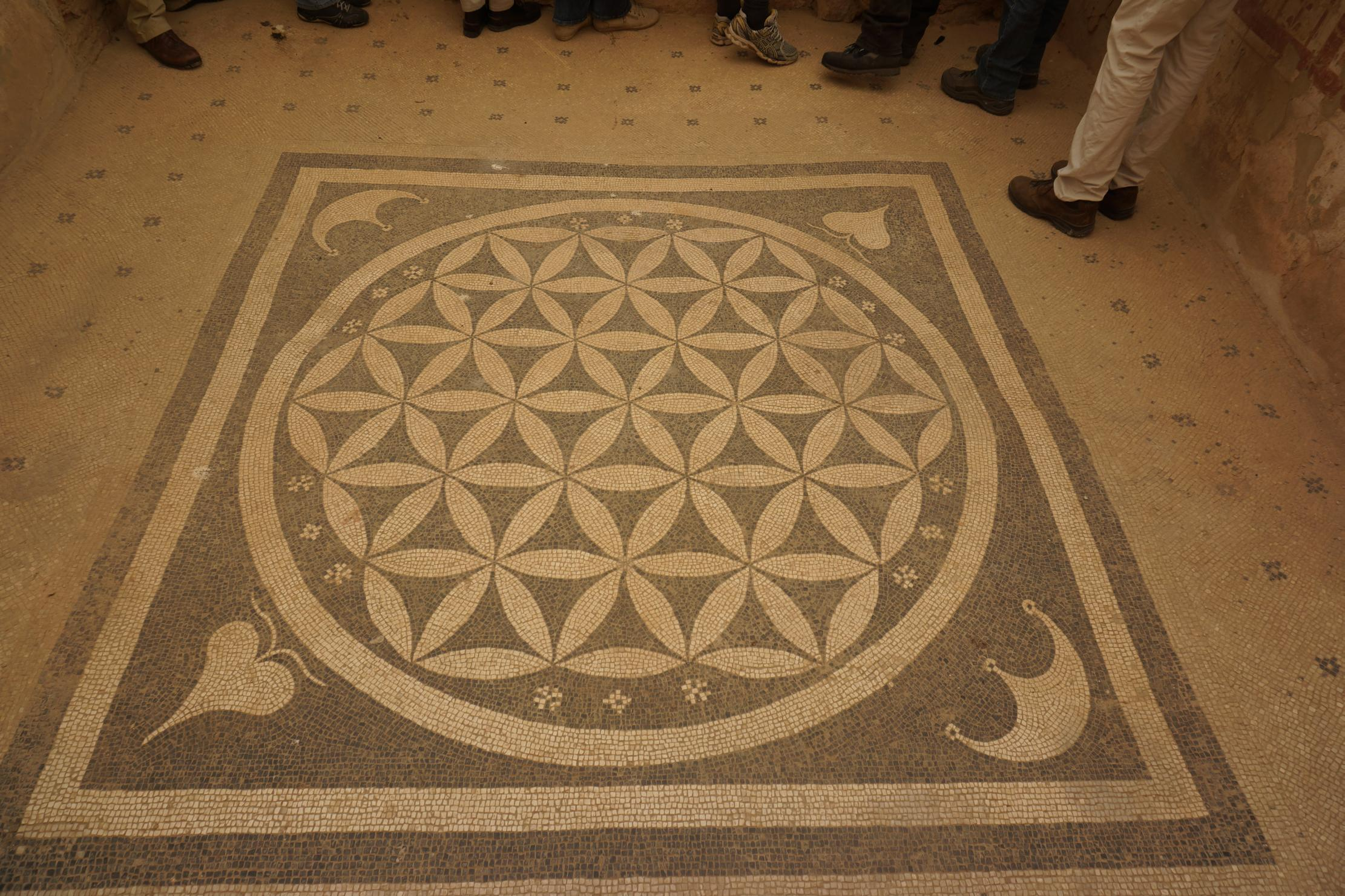
Напольная мозаика в Эфесе (III век), современная Турция
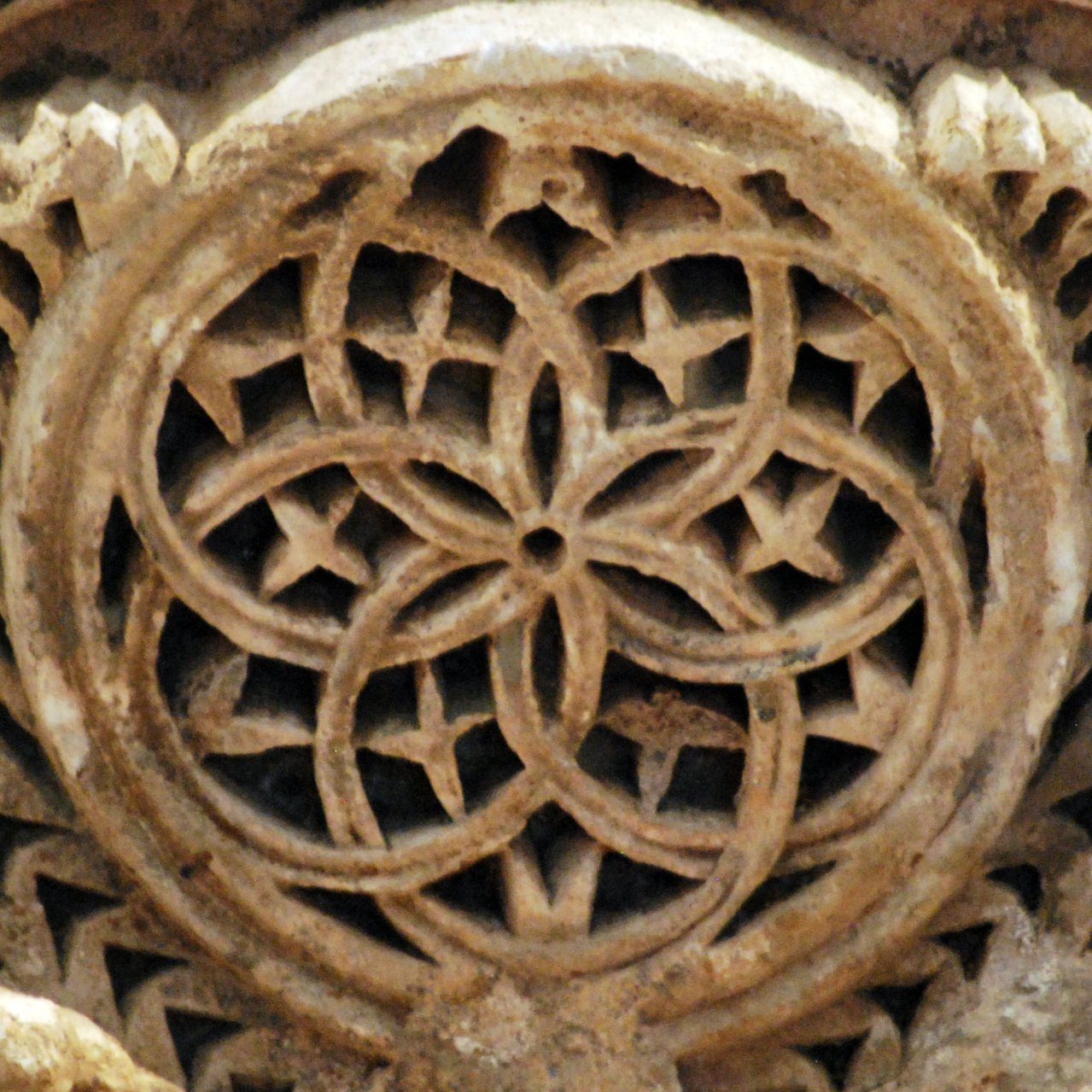
В византийской архитектуре (400-700 годы)
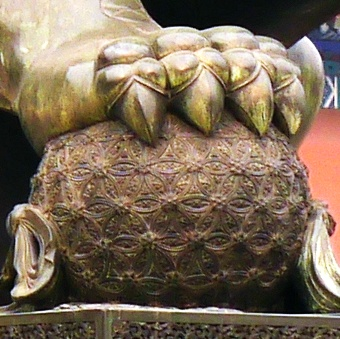
Под львиной лапой перед Дворцом Безмятежного долголетия в Запретном городе, Китай (XV век)
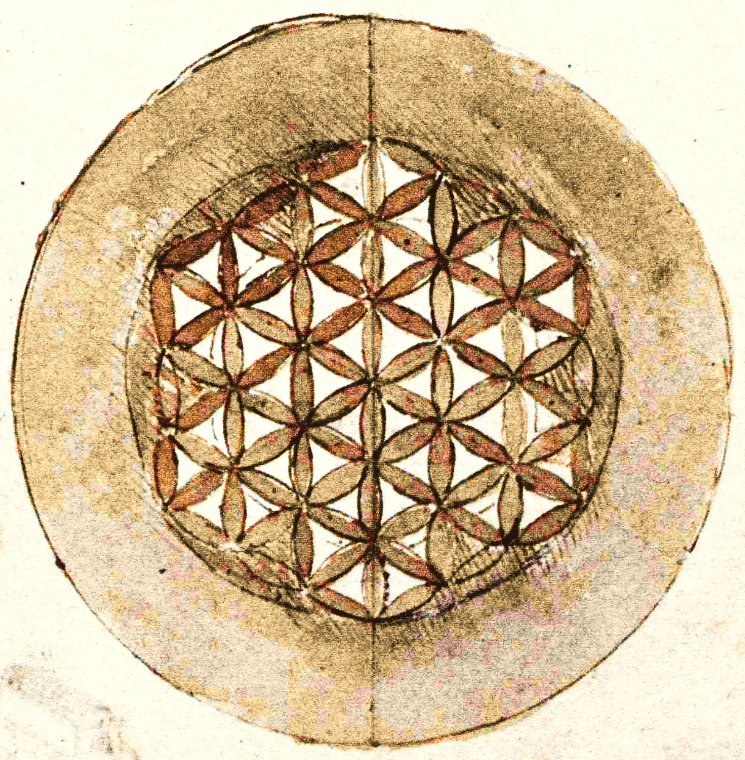
В «Атлантическом кодексе» Леонардо да Винчи (1478-1519)